# 疑わしきは罰せず
「疑わしきは罰せず」（うたがわしきはばっせず、ラテン語: in dubio pro reo）とは、刑事裁判において、事実の存否が明確にならないときには被告人にとって有利に扱わなければならないとする法諺である。ラテン語の直訳から「疑わしきは被告人の利益に（疑わしきは被告人の利益に従う）」ともいう。
刑事裁判においては検察側が立証責任を負うため被告人側が自らの無罪を証明する必要性はないが、被告人に不利な内容について被告人側がそれを覆した（合理的な疑いを提示できた）場合には被告人に対して有利に（＝検察側にとっては不利に）事実認定をする。

## 概要
この言葉は事実認定の過程を裁判官の側から表現したものである。これを当事者側から表現した言葉が推定無罪であり、ふたつの言葉は表裏一体をなしている。
検察官が挙証責任を負う範囲については、構成要件該当事実のほか、違法性・有責性・処罰条件・刑の加重減免・量刑を基礎付ける事実も含むと解され、以下のような例がある。
- 殺人罪の構成要件該当事実については合理的な疑いを超える証明がなされていたとしても、正当防衛の否定に合理的な疑いがある場合は無罪としなければならない。
- 殺人罪について外形的な事実について合理的な疑いを超える証明がなされていたとしても、殺意について合理的な疑いを超える証明がなされていない場合は（公訴時効が成立しない場合は）傷害致死罪等という形で最高刑が下がる刑事罰にしなければならない。

## 日本における適用
国内法令上の根拠条文としては、刑事訴訟法336条が「被告事件が罪とならないとき、又は被告事件について犯罪の証明がないときは、判決で無罪の言渡をしなければならない」と定めている。
1975年、最高裁判所が白鳥事件の再審請求に関する特別抗告を棄却した際、この「疑わしきは被告人の利益に」という原則が再審にも適用されることが判示された（通称「白鳥決定」）。これにより、それまで「無罪とすべき明白な新証拠を発見したとき」という厳しい制約が課されていた再審開始の基準に対し「新証拠と他の証拠を総合的に評価して、確定判決の事実認定に合理的な疑いを生じさせれば足りる」という新たな基準が示された。この決定以後、いわゆる冤罪事件に対する再審請求が活発化し、免田事件・梅田事件など再審において無罪判決が相次ぐ流れが生まれた。